# Módis László (református teológus)
Módis László (Gacsály, 1903. december 9. – Debrecen, 1972. április 14.) az Ószövetség és a sémi nyelvek kutatója, református lelkipásztor, könyvtárigazgató. A Debreceni Református Hittudományi Egyetem tanára és tanszékvezetője volt, könyvtárigazgató helyettes a Debreceni Egyetemi Könyvtárában, valamint a Debreceni Református Kollégium Nagykönyvtárának igazgatójaként működött. Vezérigéje az első zsoltárból vett „Mint folyóvíz mellé ültetett fa” (Zsolt. 1,3).

## Élete
Módis László 1903. december 9-én született Gacsályban, Szatmárnémetitől 25 km-re fekvő kis településen. Szatmárnémetiben és Szegeden végezte középiskolai tanulmányait. 1924-től az akkor még Tisza István Tudományegyetemre járt Debrecenben, ahol a Hittudományi Karon szerzett diplomát 1828-ban. Itt lett segédlelkész is 1927 és 1929 között. Ezt követően az 1929-1930-as tanévet Bécsben töltötte, az ottani egyetem Bölcsésztudományi Karán tanult. Az 1924-ben alapított Collegium Hungaricum Bécs ösztöndíjprogram tagjaként a sémi nyelv tanulmányázásával töltötte a tanulmányi évét. Tanulmányi évei alatt Csikesz Sándor debreceni teológiai professzor vette pártfogásába.
Hazatérése után Vésztőn végzett gyülekezeti szolgálatot 1930 és 1931-ben. Itt ismerte meg későbbi feleségét, Rózsa Katalint, akitől két gyermeke született, László és Katalin. Budapesten folytatta lelkészi pályáját hitoktató segédlelkészként egy éven keresztül. Gyülekezeti munkásságával párhuzamosan a Budapesti Egyetem Bölcsésztudományi Karán tanult sémi filológiát és ókortörténetet. A debreceni egyetem Hittudományi Karán 1932-ben szerezte meg doktori oklevelét az Ószövetség tárgykörében.
Doktori oklevele megszerzése után 1932 és 1935 között ismét segédlelkészként szolgált Debrecenben, illetve 1935-től 1945-ig vallástanárként. Ezzel párhuzamosan 1929-től 1935-ig a Losonci Teológiai Szemináriumon oktatta az ószövetségi tantárgyakat. A  Losonci Teológiai Akadémia volt az egyetlen magyar nyelvű felsőoktatási intézmény az akkori Csehszlovákiában, ahol évente 2-3 hónapon át tanított Módis.
1945 és 1950 között a Nemzeti Közoktatásügyi Minisztériumban tevékenykedett miniszteri tanácsosként, illetve a budapesti Csillaghegyi gyülekezet segédlelkésze volt, majd az ötvenes éveket ismét Debrecenben töltötte. Az egyetemi könyvtárnak lett igazgató helyettese 1951-ben. Az egyetemnek végzett munkája után, 1959-ben ismét visszatért az egyházi berkekbe, a Debreceni Református Teológiai Akadémia Ószövetségi Tanszékétől kapott meghívást a tanszékvezetői feladatok ellátására, amit 1969-ig végzett. Ez alatt az idő alatt, 1961-től a Református Kollégium Nagykönyvtárának igazgatója is volt, mely posztot haláláig töltött be, mely 1972. április 14-én következett be.

## Munkássága
Módis László munkássága alapvetően két területen vizsgálható. Egyrészt mint lelkipásztor és teológiai tanár, a református felsőoktatásban végzett oktatói tevékenysége és kutatói munkája szempontjából, másrészt a Debreceni Egyetem Könyvtárának igazgatóhelyetteseként, illetve a Debreceni Református Kollégium Nagykönyvtárának igazgatójaként a város könyvtárainak fejlesztése nézőpontjából. Az alábbiakban ezen a két területen végzett munkássága kerül bemutatásra.

### Teológiai és oktatói tevékenysége
Módis László 1932-ben szerzett doktori címet az Ószövetség tárgykörében, illetve 1959-től pedig tanszékvezetőként működött. Kutatói tevékenysége leginkább a prófétákra és a sémi nyelvekre összpontosult. Nagyhatású, iskolateremtő tanszékvezető egyetemi tanárként tekint rá vissza az utókor.
Teológiai nézőpontjának kiindulási alapja: Isten igéjének teljes, tiszta, helyes megismerése volt. Ezen alapokra építve, ószövetségi írásmagyarázóként kommentárokat írt a legtöbb prófétai könyvhöz. Korának tudományos fejlettségéhez mérten igyekezett foglalkozni többek között Zakariás próféta könyvével, Ezékiel próféta könyvével és Haggeus próféta könyvével. Ez utóbbi abból a szempontból jelentős, hogy a kor magyar nyelvű szakirodalmában kevés adat volt megtalálható erről a kisprófétai könyvről (az egyetlen teljes és részletes mű: Dr. Kecskeméthy István kommentárja 1915-ből). Módis László a bevezetésben így fogalmaz: „Módszer tekintetében nem vehetünk fel valami egységes, még kevésbé egyetlen módszert, hanem a tárgyalandó anyagot a szükséghez képest más és más módszerrel vesszük vizsgálat alá. Így szerephez jut a filológiai, történeti, vallástörténeti, psychologiai (valláspsychologiai), irodalomtörténeti módszer egyaránt.  Amennyiben pedig szükséges, más módszereket is igénybe veszünk.” Ebből alapvetően látszik az a fajta írásmagyarázati rendszer, amiben ő gondolkozott. Műveiben megpróbálta felvonultatni az addigi jelentősebb írásmagyarázók eltérő véleményét, és ahol lehetett, kifejezte egyetértését vagy ellenvetését. Igyekezett mindenből azt az oldalt kidomborítani, ami a Biblia jobb megértéséhez vezethette.  Ezen gondolatelv menetén barátaival nyomdát is vásároltak, ahol általuk írt kommentársorozatot akartak kiadni, ami azonban a világháború következtében meghiúsult.
Jelentős még a Malakiás könyvéről írt kommentárja, melyet a Jubileumi Kommentár sorozat számára írt, és amely a második kiadásban is megjelenhetett. A Jubileumi Kommentár első kiadásában emellett megjelent még Ezékiel könyvének és Zakariás könyvének kommentárja, valamint a Zsoltárok könyvéhez írt tömörebb magyarázata.
Oktatására jellemző volt az egységes, átfogó gondolkozásmód szorgalmazása. De nem csak oktatott, hanem nevelt is keresztény szellemben. A nevelői munka háttere is érdekelte, hiszen vallásoktatóként mindennapos kapcsolatban állt az oktatási rendszerrel. 1936-ban vitát indított a vallásoktatás megreformálásáért.

### Könyvtárigazgatói tevékenysége
Annak ellenére, hogy az utókor jelentős könyvtárépítőként emlékezik vissza rá, amikor levélben felkérték Módist, hogy vállalja el a posztot, táviratban csak ennyit felelt: „Könyvtárügy nem érdekel. Módis.” Visszatekintve azonban azt mondható el, hogy minden kezdetleges érdektelensége ellenére, megszerette és magáénak érezte a könyvtárigazgatást. Nagyfokú precizitása és törekvése a múlt kincseinek megőrzésére, alkalmassá tették nemcsak a teológia művelésére, de a könyvtárosi pályára is. Csikesz Sándor teológiai professzor mellett kezdett megismerkedni a könyvtártudományi ismeretekkel.
Módis László érkezésekor a Debreceni Egyetemi Könyvtár korábbi, rossz állapotából való helyreállítása történt. Kollégái arra törekedtek, hogy mind szakmai, mind állományi szempontból a könyvtárhoz méltó színvonalat teremtsenek, így kérték fel Módis Lászlót is az együttműködésre. Kezdetben az úgynevezett szakozó csoportban dolgozott, ahol az elsődleges feladata a bibliográfiák, ajánló bibliográfiák összegyűjtése, létrehozása volt. Az ekkor meginduló fejlődés következtében dolgozói létszámnövelés történt, és ez lehetővé tette az önálló osztályok szervezését. Módis László így 1954-ben a Tudományos Bibliográfiai Osztály osztályvezetője lett. Elsődleges feladatának az összegzés tekintette, az egyetem alapításától kezdődően gyűjtötte egybe a korábbi oktatók publikációs listáját, és ezzel egy időben a Tisztántúli Bibliográfia adatgyűjtését is megkezdte. Tájbibliográfiai (helyismereti) törekvései azonban falakba ütköztek, elsősorban Bata Imre kritizálta az ellentmondásossága és a túlméretezettség miatti kivitelezhetetlensége okán.
A bibliográfiai tudományos munkája mellett ő volt az első kutató, aki a Debreceni Egyetemi Könyvtár történetével is mélyrehatóbban kezdett el foglalkozni, és megírta annak kezdeti időszakát. Módis László buzgón támogatta az együttműködést a Debreceni Egyetemi Könyvtár és a Debreceni Református Kollégium Nagykönyvtára között, amely 1956-ban meg is valósult. Ugyancsak ebben az évben lett a Debreceni Egyetemi Könyvtár igazgatóhelyettese, illetve az Országos Könyvtárügyi Tanács Bibliográfiai Szakbizottságának tagja.
Igazgatóhelyettesként első feladatának az egyetem saját, önálló Kézirattárának létrehozását látta, melyet sikerrel hajtott végre 1957-ben. Emellett igyekezett a könyvtár tudományos szervezésével foglalkozni.

## Fontosabb művei
- Zakariás próféta könyve, I. részlet, in: Theologiai Szemle 7 (1931), 308–362.
- Zakariás próféta könyve, II. részlet, in: Theologiai Szemle 8 (1932), 387–404; különnyomatként megjelent azonos címmel in: Teológiai tanulmányok 19, Debrecen, 1932.
- Rövid bibliai héber nyelvtan, in: Theologiai tanulmányok 31, Debrecen, 1933.
- Izráel és Júda rövid története, Főiskolai jegyzet, Losonc, Teológia Önképző köre, 1935.
- Vallástanításunk átalakítása, in: Lelkészegyesület 39 (1936), 25–27.
- Vallástanítási kérdések. Adatok a debreceni ref. vallásoktatás történetéhez (Nem ref. iskolákban), in: Református Közélet 4 (1938), 41–45.
- Haggeus próféta és könyve, I. részlet, in: Theologiai Szemle 15 (1939), 243–268.
- Haggeus próféta és könyve, II. részlet, in: Theologiai Szemle 16 (1940), 285–312. különnyomatban megjelent azonos címmel in: Theologiai tanulmányok 63, Debrecen, 1940.
- Isten idvezítő szeretete. Összefüggő üdvtörténet. Az általános iskolák V. osztályú ref. vallású tanulói számára, Budapest, 1949. (többszöri utánnyomás)
- Bibliographia Universitatis Debreceniensis, in: A Debreceni Kossuth Lajos Tudományegyetem Könyvtárának évkönyve – 1953, Debrecen, 1954, 257–373; – 1954, Debrecen, 1955, 239-301. – 1955, Debrecen, 1956, 91–123.
- Bibliographie der ungarischen Literatur des Heidelberger Katechismus 1563–1963, in: Tibor Bartha (szerk.): Der Heidelberger Katechismus in Ungarn, Budapest, 1967, 331–383.
- Az Ószövetség nyelve, gondolkozása és irodalomtörténeti vonatkozásai, in: Bartha Tibor (szerk): Jubileumi Kommentár. A Szentírás magyarázata, I. kötet, Budapest, Református Zsinati Iroda Sajtóosztálya, 1978, 65–78.
- A Zsoltárok könyvének magyarázata, in: Bartha Tibor (szerk.): Jubileumi Kommentár. A Szentírás magyarázata, II. kötet, Budapest, Református Zsinati Iroda Sajtóosztálya, 1978, 532–584.
- Ezékiel próféta könyvének magyarázata, in: Bartha Tibor (szerk.): Jubileumi Kommentár. A Szentírás magyarázata, II. kötet, Budapest, Református Zsinati Iroda Sajtóosztálya, 1978, 737–778.
- Zakariás és Malakiás próféta könyvének magyarázata, in: Bartha Tibor (szerk.): Jubileumi Kommentár. A Szentírás magyarázata, II. kötet, Budapest, Református Zsinati Iroda Sajtóosztálya, 1978, 857–874.

## Szakirodalom
- Benyik György: Magyar Biblikusok Lexikona, Szeged, JATEPress, 2016
- Börzsönyi József – Kustár Zoltán: Módis László, in Ungvári János (szerk.): Pedagógusok Arcképcsarnoka 2003, Debrecen, Karácsony Sándor Neveléstörténeti Egyesület, 2003, 169-173.
- Juha Enikő – Szeszák Ferencné: Szemelvények a Debreceni Egyetemi Könyvtár történetéből, Debrecen, DEENK Nyomda, 2009, 165-180.
- Kustár Zoltán (szerk.): „Mint folyóvíz mellé ültetett fa…” emlékkötet Dr. Módis László professzor századi születésnapjának tiszteletére, Debrecen, Debreceni Református Hittudományi Egyetem, 2003, hátlap
- Módis László: Haggeus próféta és könyve, Debrecen, 1940.